# خاصة (حطاي)
خاصة أو حصَّة أو حسا هي بلدية ومنطقة في مقاطعة حطاي في تركيا. مساحتها 520 كم2 ويبلغ عدد سكانها 56,675 نسمة (2022).  تقع في الجانب الشرقي من جبال النور (الأمانوس) باتجاه مدينة عنتاب. يقع على طريق أنطاكيا ملطية. في أواخر القرن التاسع عشر وأوائل القرن العشرين، كانت الحصا جزءًا من ولاية أضنة التابعة للإمبراطورية العثمانية . كانت الحسا منطقة في محافظة عثمانية من عام 1923 إلى عام 1933 ثم أصبحت جزءًا من مقاطعة غازي عنتاب حتى عام 1939.
الخاصة هي منطقة زراعة الزيتون. جلب الأشجار أول مرة إليها الوالي العثماني درويش باشا في أواخر القرن التاسع عشر. تعرضت الأحساء لأضرار جسيمة بسبب الزلازل القوية في شباط/فبراير 2023 والهزات الارتدادية اللاحقة. وفي نفس العام سجلت أعلى درجة حرارة حتى الآن في تركيا في عام 2023 عند 50 °م (122 °ف)